# William Hugh Young

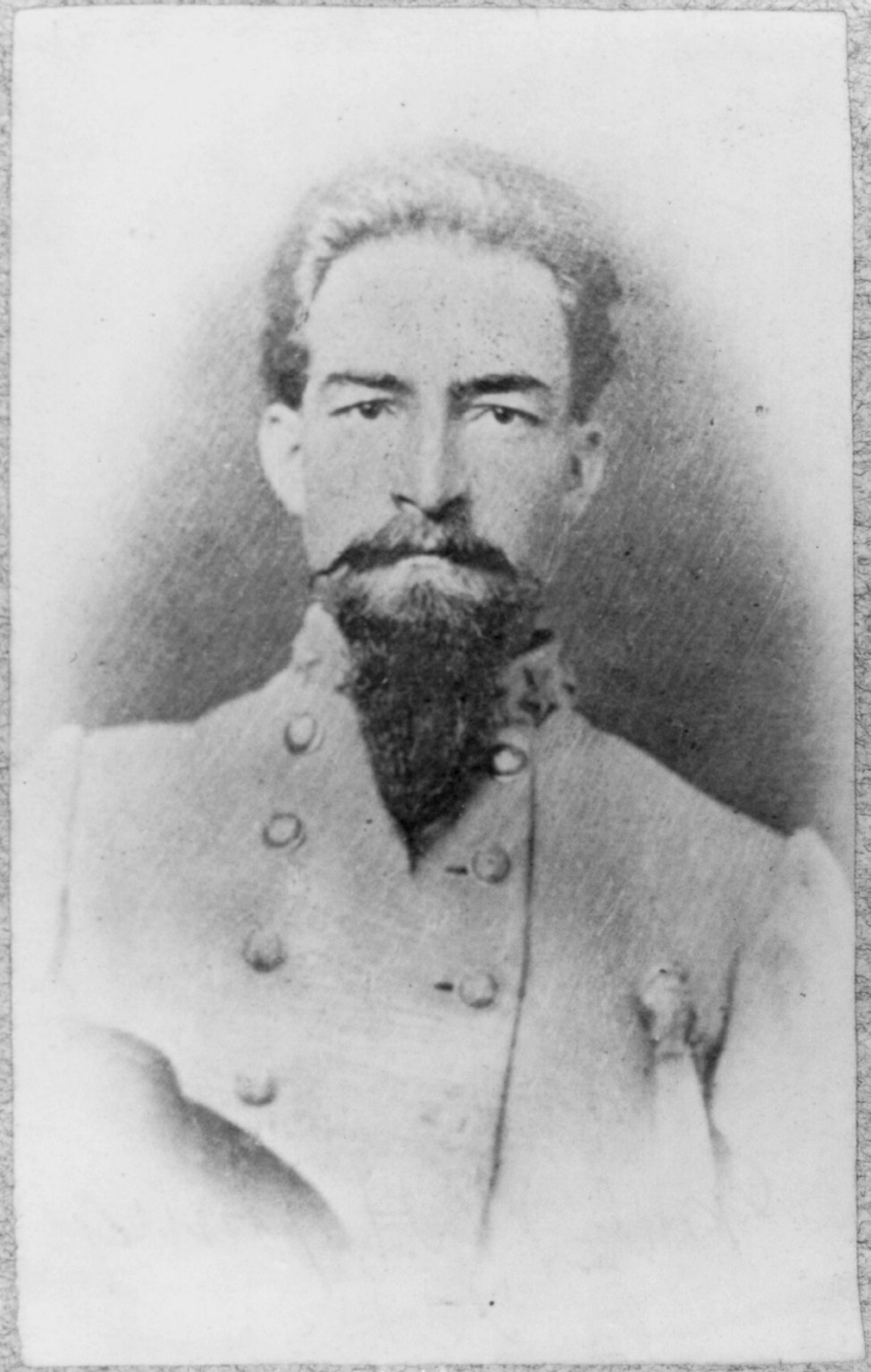
William Hugh Young

William Hugh Young (* 1. Januar 1838 in Booneville, Missouri; † 28. November 1901 in San Antonio, Texas) war ein konföderierter General im Sezessionskrieg.

## Leben
Youngs Familie zog in seiner Jugend nach Red River County, Texas und später ins nahegelegene Grayson County. Später besuchte Young das Washington College in Tennessee, das McKenzie College in Texas und die University of Virginia, an welcher er von 1859 bis 1861 studierte. Im September 1861 kehrte er nach Texas zurück, um eine Kompanie Freiwilliger für den Dienst in der Armee der Konföderierten Staaten anzuwerben. Zunächst zum Captain in der 9th Texas Infantry gewählt, wurde Young nach der Schlacht von Shiloh im April 1862 zum Oberst befördert. Mit Auszeichnung kämpfte er in den Schlachten von Perryville und Murfreesboro (Stones River), in der er verwundet wurde. Nach seiner Genesung nahm er 1863 an den Entsatzversuchen für das belagerte Vicksburg unter General Joseph E. Johnston und an der Schlacht am Chickamauga teil.
Während des Atlanta-Feldzugs 1864 war das 9th Texas unter Young der Brigade von General Mathew Duncan Ector zugeordnet. Nach Ectors Verwundung am 27. Juli rückte Young zum Brigadekommandeur auf und erhielt Mitte August die Ernennung zum Brigadegeneral. Zu Beginn des Franklin-Nashville-Feldzugs von General John Bell Hood erhielt die Division von General Samuel Gibbs French, zu der auch Youngs Brigade gehörte, am 5. Oktober den Befehl, den feindlichen Stützpunkt Allatoona an der Eisenbahnlinie zwischen Atlanta und Tennessee im Sturm zu nehmen, und erlitt dabei schwere Verluste. Unter den Opfern war auch General Young, der seinen linken Fuß verlor (bereits sein Vorgänger Ector hatte bei Atlanta das linke Bein verloren!) und in die Kriegsgefangenschaft der Nordstaaten geriet.
Nach seiner Freilassung am 24. Juli 1865 arbeitete William Hugh Young als Immobilienmakler und Anwalt in San Antonio, Texas, wo er am 28. November 1901 verstarb.